# نايلة تمراز
نايلة تمراز كاتبة لبنانية وناقدة فنية، وباحثة وأستاذة في الأدب وتاريخ الفن في جامعة القديس يوسف في بيروت. حصلت على درجة الدكتوراه في الأدب المقارن (الأدب والفن) من جامعة السوربون الجديدة (باريس 3) في عام 2004.

## مسيرتها المهنية
إلى جانب تدريس الأدب وتاريخ الفن، عملت نايلة تمراز أيضاً من عام 2008 حتى عام 2017، رئيسة قسم الأدب الفرنسي في جامعة القديس يوسف في بيروت حيث قامت بتصميم واقتراح وإطلاق في عام 2010 ماجستير في النقد الفني والدراسات التنظيمية التي ترأسها. كما قامت نايلة تمراز بتصميم وتنظيم ورعاية العديد من الفعاليات الثقافية بما في ذلك ندوة "Littérature, Art et Monde Contemporain: Récits, Histoire, Mémoire" (بيروت 2014) ومعرض "Poetics, Politics, Places" في توكومان، الأرجنتين من 22 أيلول إلى كانون الأول 2017، في إطار بينالي الدولي للفن المعاصر في أمريكا الجنوبية (BienalSur).

## مجال البحث
ينظر بحث نايلة تمراز الحالي في القضايا المتعلقة بالنظرية النسبية وعلم التجميل في الأدب والفن، والتي تجلبها إلى مواضيع التاريخ والذاكرة والروايات في الأدب والفن في لبنان ما بعد الحرب. منذ عام 2014، قامت بتطوير ندوة بحثية متعددة التخصصات ومنهج أبحاث حول نموذج الحداثة. تقودها أبحاثها إلى التشكيك في العلاقة بين الشعرية والسياسة، بالإضافة إلى التمثيل المرتبط بمفهوم الأرض.